# Sisza

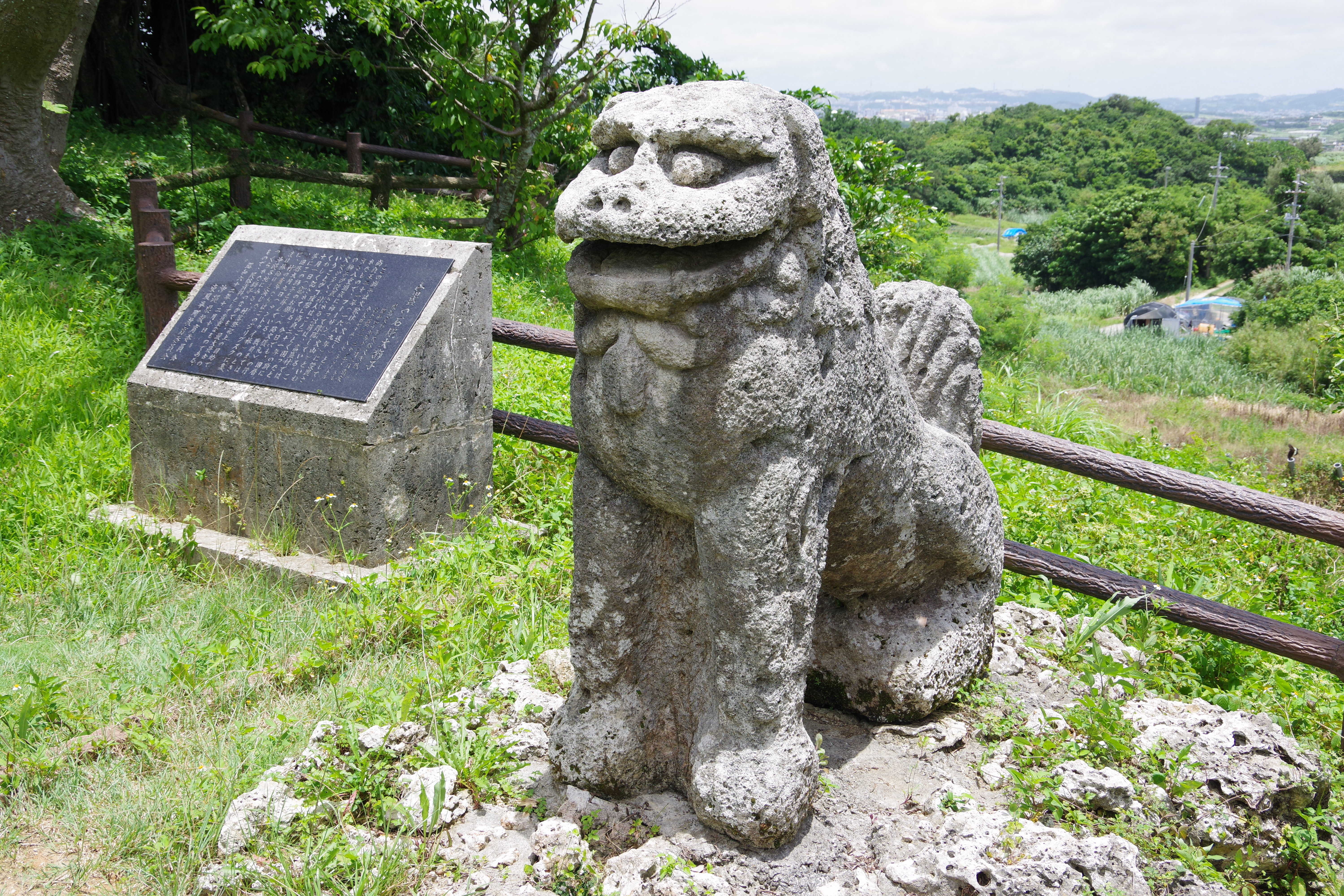
Tomori sisza

A sisza (japánul: シーサー, hepburn átírással: shīsā, okinavaiul: シーサー, átírása: shiisaa) egy hagyományos rjúkjúi kulturális műtárgy és díszítés az okinavai mitológiában, amely a kínai őrző oroszlánokból származik, hozzájuk hasonlóan a siszákat is párban helyezik el, a lény külseje az oroszlán és a kutya keresztezésére emlékeztet. A sisza egyfajta védelmező, amelyről úgy tartják, megvéd bizonyos ártalmaktól. Okinaván általában kettő siszát helyeznek el a háztetőkön vagy a házuk kapuja mellett, a bal oldali hagyományosan csukott szájú, a jobb oldali pedig nyitott szájú. A nyitott szájú sisza elűzi a gonosz szellemeket, a zárt szájú pedig a jó szellemeket tartja bent.

## Történelem

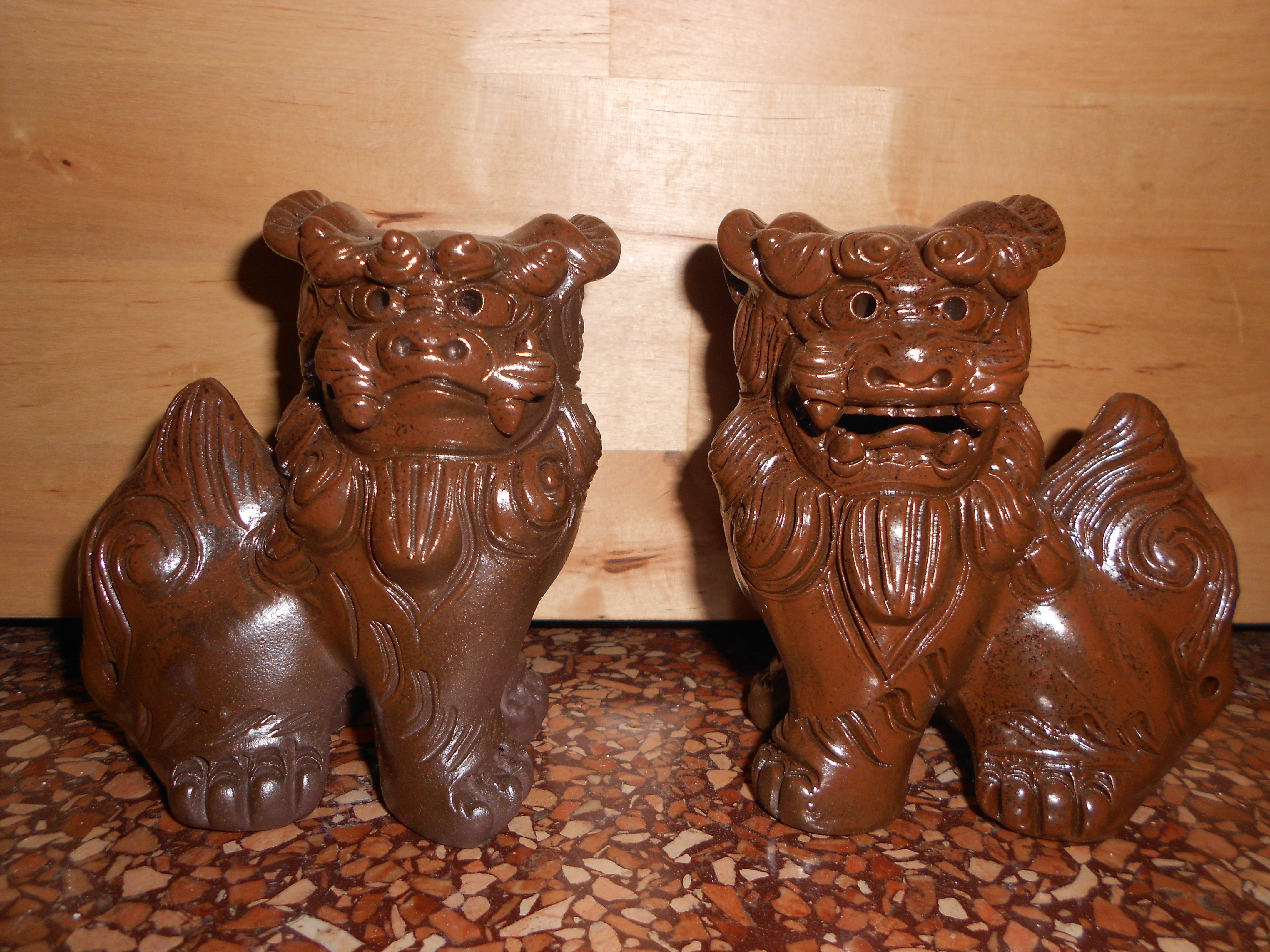
Egy pár sisza, az egyik csukott szájjal

A komainuhoz („oroszlánkutyák”) hasonlóan a sisza is a kínai őrző oroszlánok egyik változata. Az Edo-korszaktól kezdve Japán szárazföldi részén általában "védőkutyának" nevezték őket.  A siszák nemének megállapításáról eltérő elméletek léteznek. Egyes okinavaiak úgy vélik, hogy a hímnek csukva van a szája, hogy a rosszat távol tartsa otthonról, míg a nősténynek nyitva van a szája, hogy megossza a jót.  Mások úgy vélik, hogy a nősténynek csukva van a szája, hogy "megtartsa a jót", míg a hímnek nyitva van a szája, hogy "elriasztja a rosszat."

## Legendája
Amikor egy kínai követ visszatért egy útról a Suri várkastély udvarába, ajándékot hozott a királynak, egy nyakláncot, amelyet egy sisza figurája díszített. A király elbűvölőnek találta, és a ruhája alatt viselte. A Naha kikötő öbölnél található Madanbashi falut gyakran rettegésben tartotta egy tengeri sárkány, amely megette a falusiakat és elpusztította a javaikat. Egy nap, amikor a király meglátogatta a falut, megtörtént egy ilyen támadás; az összes ember elmenekült és elbújt. A helyi noró (főpapnő) álmában azt az utasítást kapta, kérje meg a királyt, amikor meglátogatja a falut, hogy álljon a partra, és emelje fel a figuráját a sárkány felé; a főpapnő elküldött egy fiút, Csigát, hogy mondja el neki az üzenetet. A fiú a magasba tartott figurával szembefordult a szörnyeteggel, és azonnal hatalmas üvöltés hallatszott az egész faluban, olyan mély és erőteljes üvöltés, hogy még a sárkány is megrendült. Ekkor egy hatalmas szikla hullott le az égből, és összezúzta a sárkány farkát, így az nem tudott mozogni, és végül elpusztult. Ezt a sziklát és a sárkány testét növények borították be, és fák vették körül, és ma is látható a „Gana-mui erdő” a Nahai Ohashi híd közelében. A városlakók ezután egy nagy kőből készült siszát építettek, hogy megvédje őket a sárkány szellemétől és más fenyegetésektől.

## Nagy Sisza kőszobor Tomimoriban
Az Okinava déli részén, Kocsinda város közelében lévő Tomimori faluban gyakran volt tűz. A környék lakói felkeresték Saiouzuit, egy Feng Sui mestert, hogy megkérdezzék tőle, miért van ennyi tűz. Ő úgy vélte, hogy a közeli Yaese-hegy ereje miatt, és azt javasolta a városlakóknak, hogy építsenek egy kőből készült siszát amely a hegy felé néz. Így is tettek, és azóta is megvédi a falujukat a tűztől.

## Képek

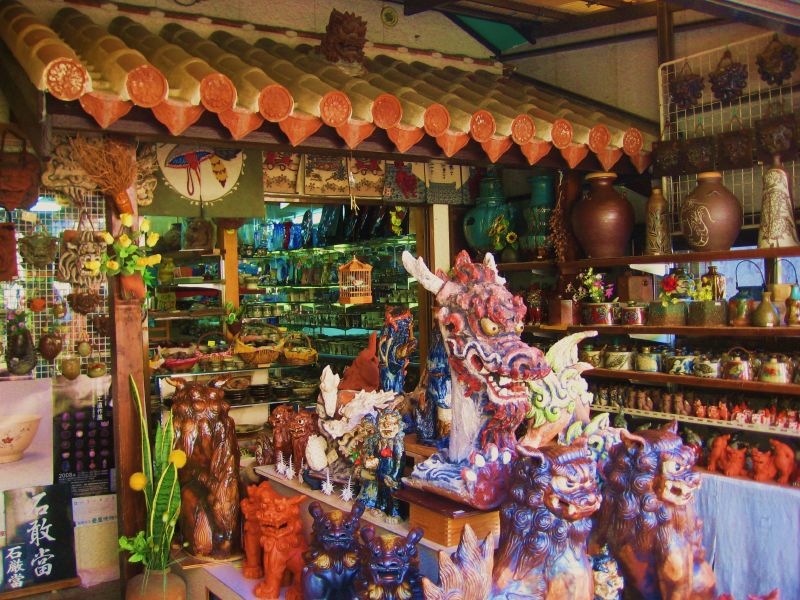
Sisza fajták (a sárkány kivételével) egy boltban
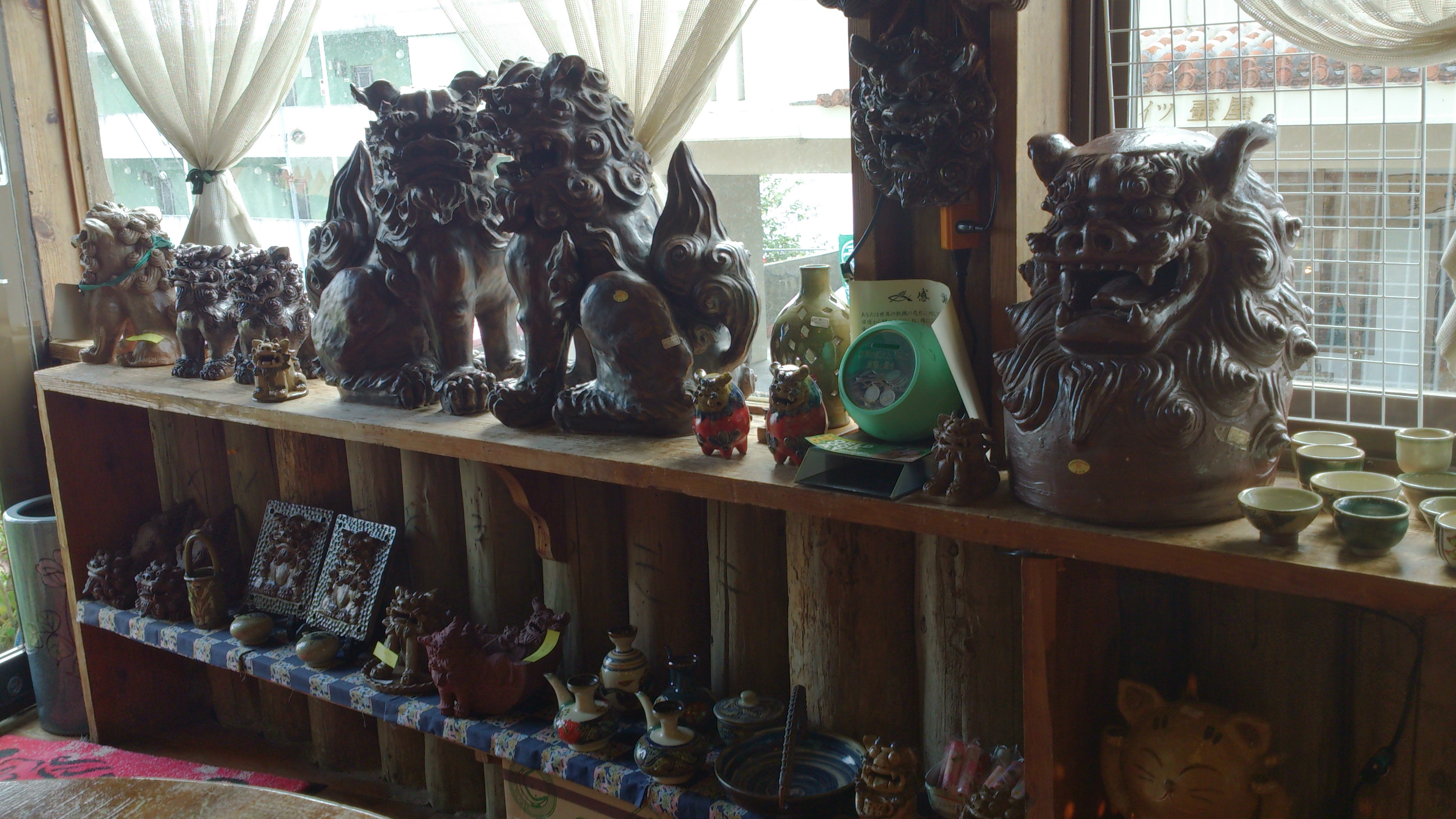
Sisza egy boltban
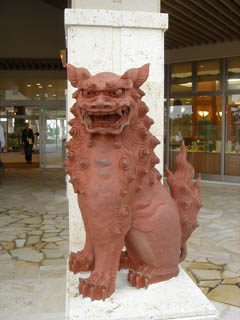
Tipikus (jobb oldali) sisza
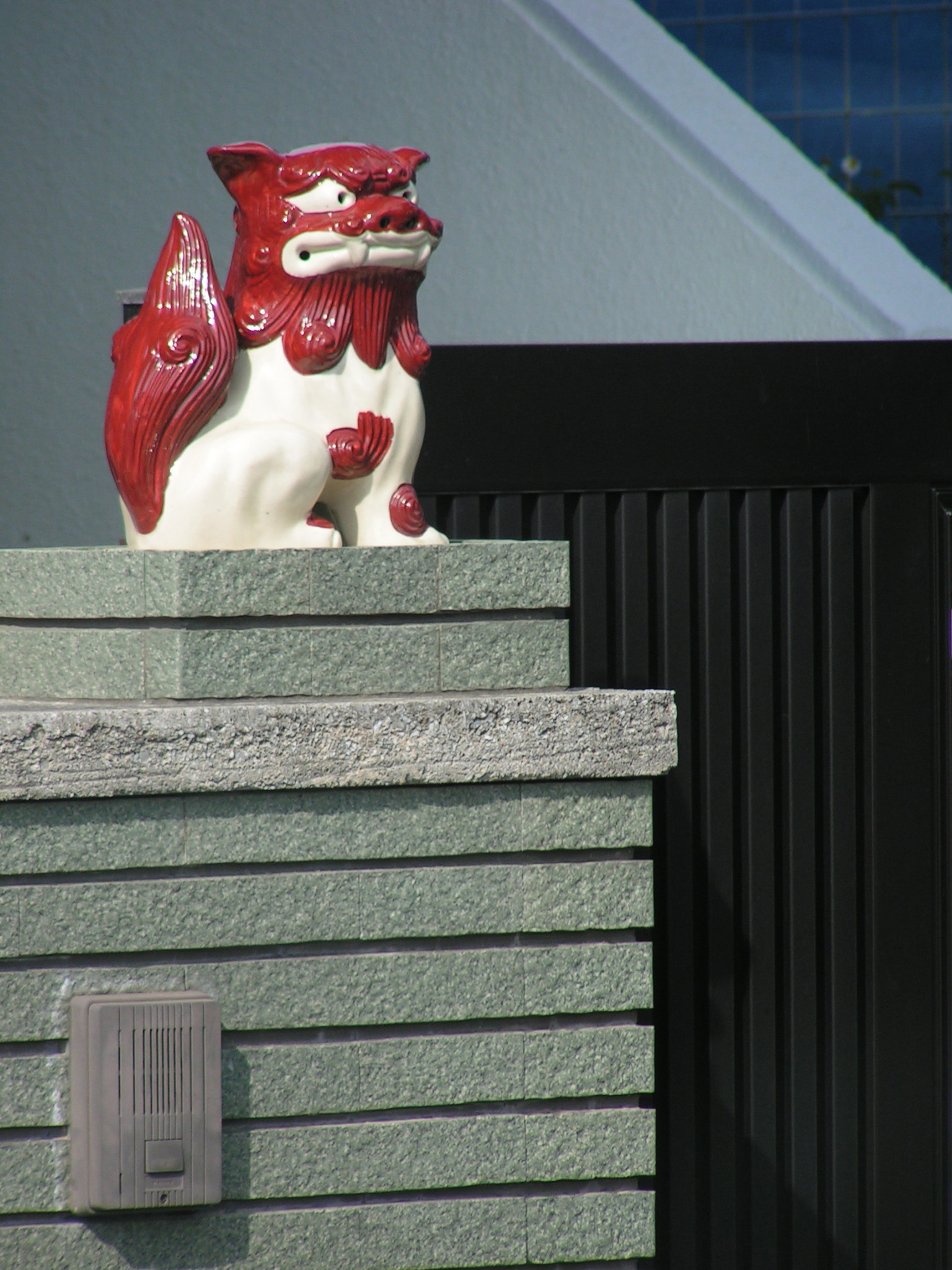
Zárt szájú (bal oldali) sisza
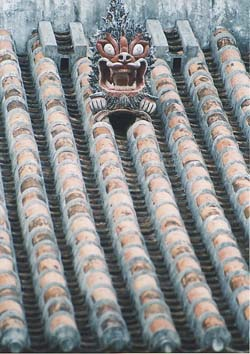
Nyitott szájú sisza egy hagyományos cseréptetőn Okinava prefektúrában
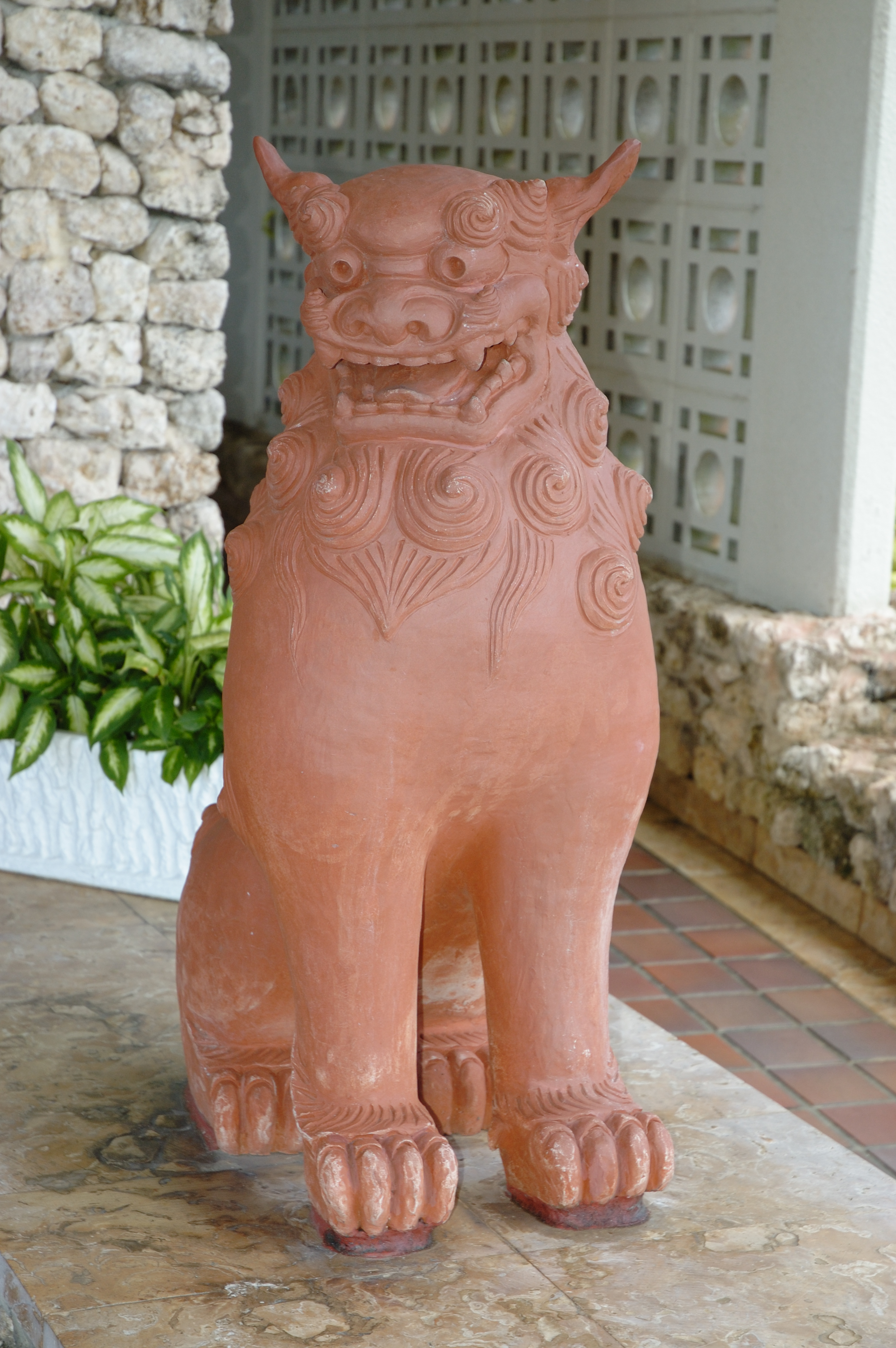
Sisza szobor a Mijako-szigeteken
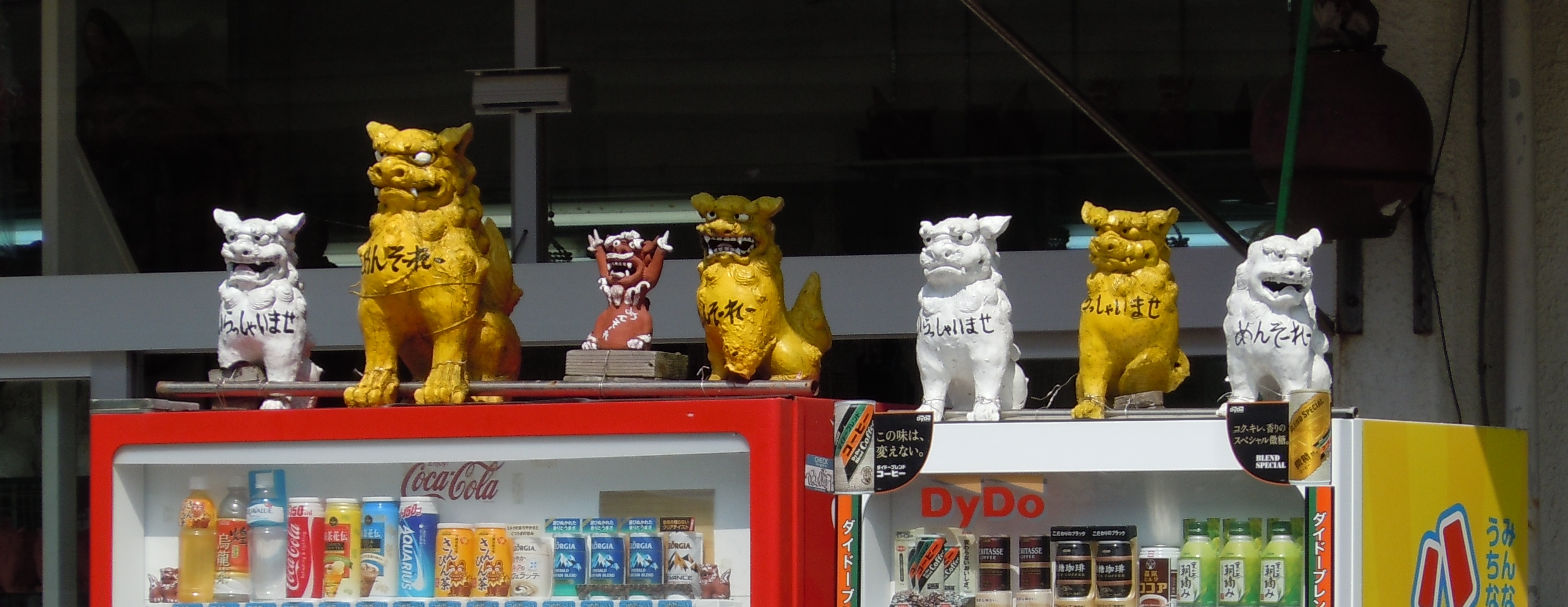
Sisza az automatákon
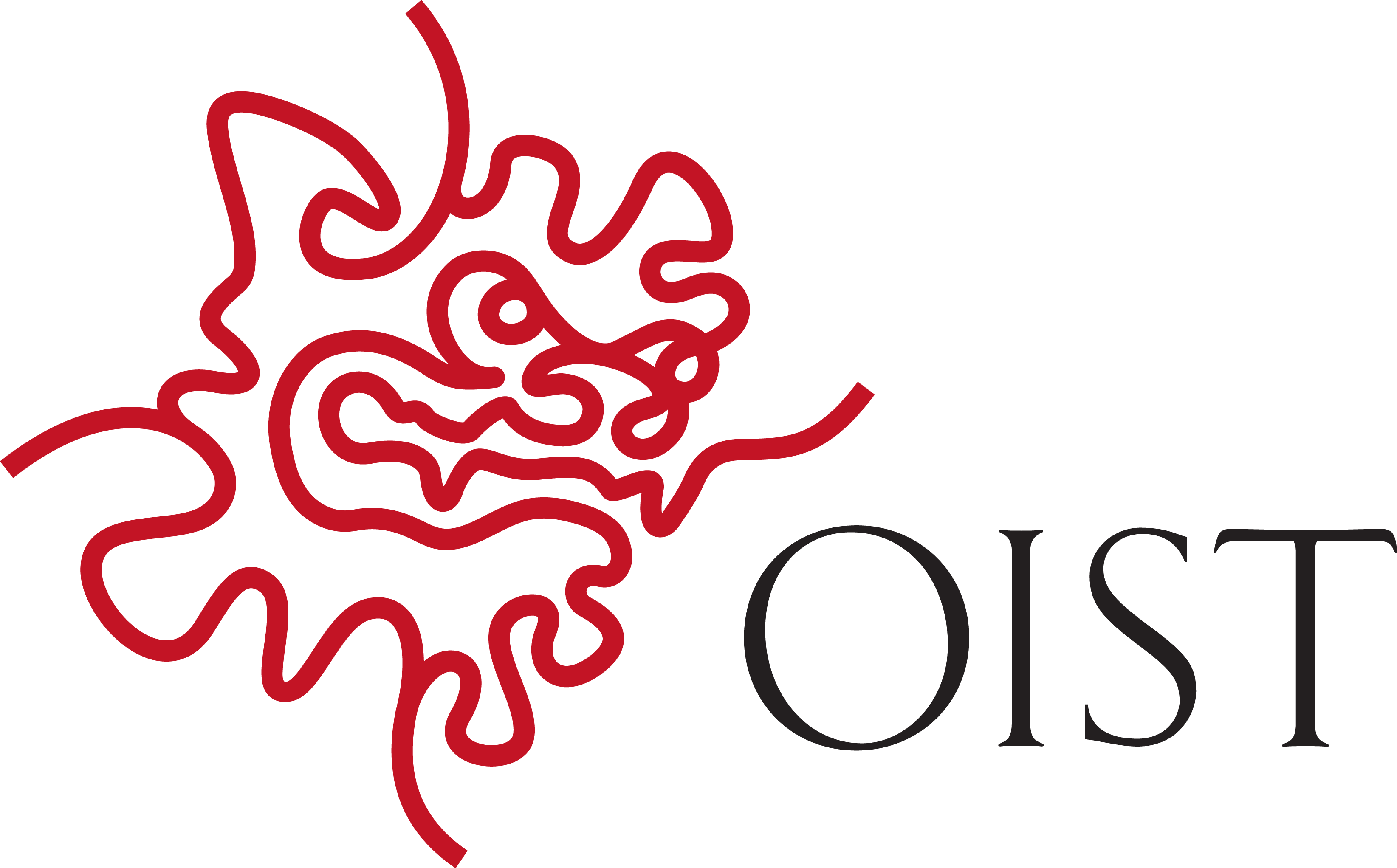
Az Okinavai Tudományos és Technológiai Intézet logója egy stilizált sisza.

## Fordítás
Ez a szócikk részben vagy egészben  a   Shisa című angol Wikipédia-szócikk ezen változatának fordításán alapul.  Az eredeti cikk szerkesztőit annak laptörténete sorolja fel. Ez a jelzés csupán a megfogalmazás eredetét és a szerzői jogokat jelzi, nem szolgál a cikkben szereplő információk forrásmegjelöléseként.